# Etnobiologi
Etnobiologi er det tværfaglige studie af relationer mellem planter og dyr med den menneskelige kultur rundt omkring i verden. Heriblandt både nutidige og gamle forhold mellem verdens folkefærd og miljøet. Etnobiologi er historier, fortællinger, og andet der viser menneskets måde at udnytte miljøets resourser. Feltet omfatter etnobotanik, etnozoologi, lingvistik, paleoetnobotanik, zooarkæologi, etnoøkologi og andre lignende områder inden for antropologi og biologi.
| Naturvidenskab | Spire Denne naturvidenskabsartikel er en spire som bør udbygges. Du er velkommen til at hjælpe Wikipedia ved at udvide den. |